# هيروشي ياماموتو
هيروشي ياماموتو (باليابانية: 山本博司) (و. 1954 – م) هو سياسي، من اليابان، هو عضوٌ في حزب كوميتو الجديد.

## مناصب
تولى منصب عضو مجلس المستشارين.

## التعليم
تعلم في جامعة كيئو.

## مناصب وهيئات
أدار آي‌ بي‌ إم.